# Municipio de Bantry
El municipio de Bantry (en inglés: Bantry Township) es un municipio ubicado en el condado de McHenry en el estado estadounidense de Dakota del Norte. En el año 2010 tenía una población de 36 habitantes y una densidad poblacional de 0,39 personas por km².

## Geografía
El municipio de Bantry se encuentra ubicado en las coordenadas 48°30′33″N 100°35′32″O / 48.50917, -100.59222. Según la Oficina del Censo de los Estados Unidos, el municipio tiene una superficie total de 92.69 km², de la cual 92,46 km² corresponden a tierra firme y (0,24 %) 0,22 km² es agua.

## Demografía
Según el censo de 2010, había 36 personas residiendo en el municipio de Bantry. La densidad de población era de 0,39 hab./km². De los 36 habitantes, el municipio de Bantry estaba compuesto por el 100 % blancos. Del total de la población el 0 % eran hispanos o latinos de cualquier raza.